# Aerides quinquevulnera
Aerides quinquevulnera är en orkidéart som beskrevs av John Lindley. Aerides quinquevulnera ingår i släktet Aerides och familjen orkidéer. Inga underarter finns listade i Catalogue of Life.

## Bildgalleri

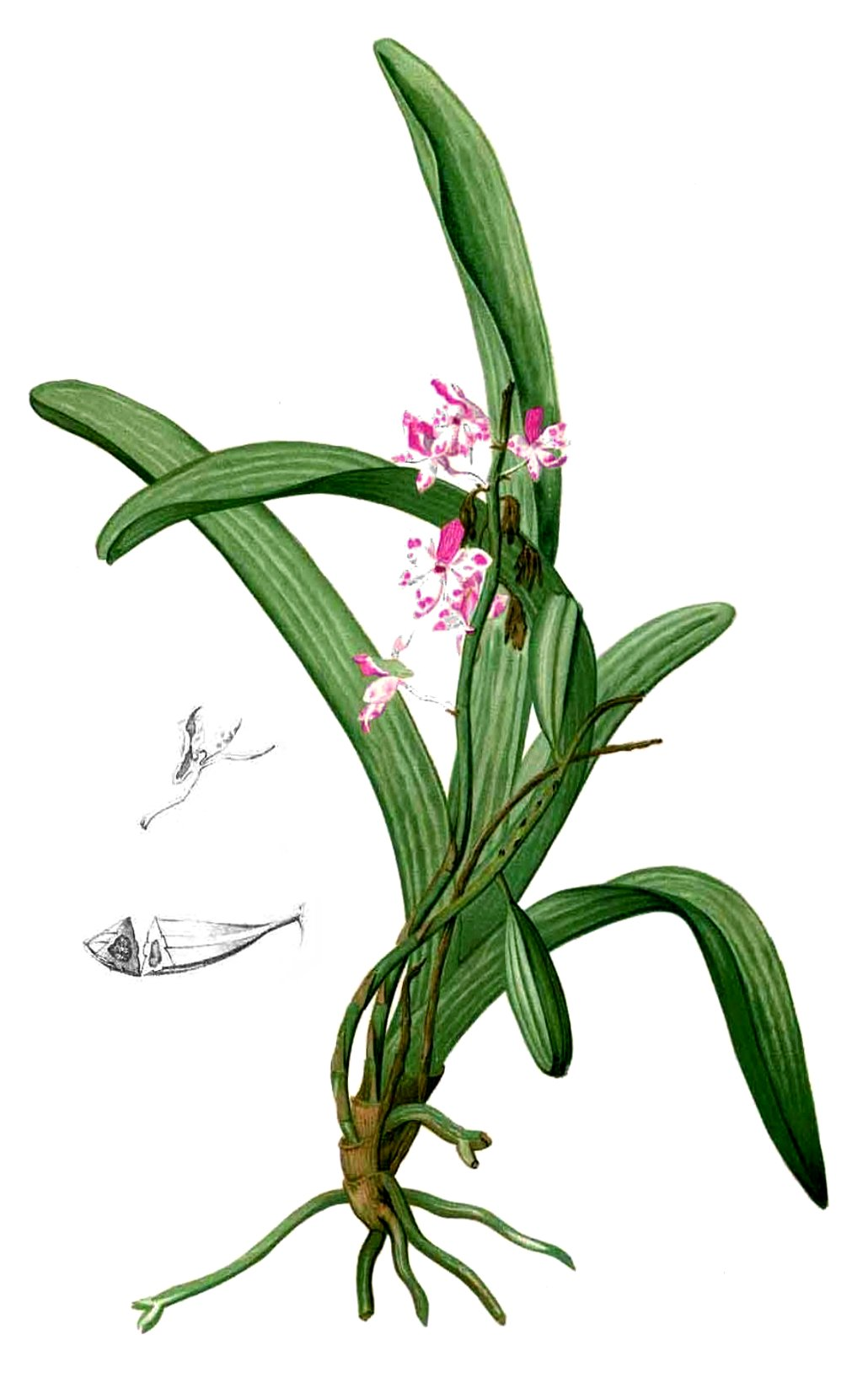